# Collessia hiharai
Collessia hiharai är en tvåvingeart som först beskrevs av Toyohi Okada 1967.  Collessia hiharai ingår i släktet Collessia och familjen daggflugor. Inga underarter finns listade i Catalogue of Life.